# 羯鼓
羯鼓（かっこ、鞨鼓とも）は雅楽で使われる打楽器で、鼓の一種。奏者の正面に横向きに置き、先端を団栗状にしてある桴を使って左右両面を打つ。主に唐楽で使われ、曲が始まる合図を出す指揮者の役目を持っており、羯鼓の奏者が桴を手にすることが、他の奏者達に演奏開始を伝達する印となる。高麗楽では羯鼓は使われず、その代わりに三ノ鼓が使われる。

## 構造
鼓胴と呼ばれる、中央が俄かに丸く膨らんだ円筒形の筒と、叩いて音を出す鼓面と呼ばれる部分から構成される。鼓面は鉄の輪に馬の皮を貼り付けて作られ、互いの鼓面は張力を増幅させる為に「調緒」と呼ばれる革紐で締め付けられている。調緒を締めたり緩めたりすることで音程を調節することが可能。
鼓胴の部分は、様々な色で彩色されており、多くは花の模様が描かれている。

## 演奏法
演奏には桴を使用する。演奏法は、単独で右片方の面のみを打つ「正」と、連続で打つ「来」に大別され、さらに「来」は、左の桴のみで打つ「片来」と、両方の桴で左右の面を交互に打って行く「諸来」に分けられる。
演奏は難しく、長い年月を掛けて研鑚を積んだ雅楽家でも円滑に演奏するのは困難だという。雅楽師の東儀俊美は、自然と音楽のリズムを把握する奏者でなければ、上手く羯鼓を演奏するのは難しいと指摘している。

## 備考
宮内庁楽部の演奏では、羯鼓の奏者のみが、演奏の開始前と開始後に礼をする。